# Adam I. z Hradce
Adam I. z Hradce (německy Adam I. von Neuhaus, 1494 – 15. červen 1531 Praha) byl český šlechtic představitel rodu pánů z Hradce, nejvyšší kancléř Českého království.

## Život

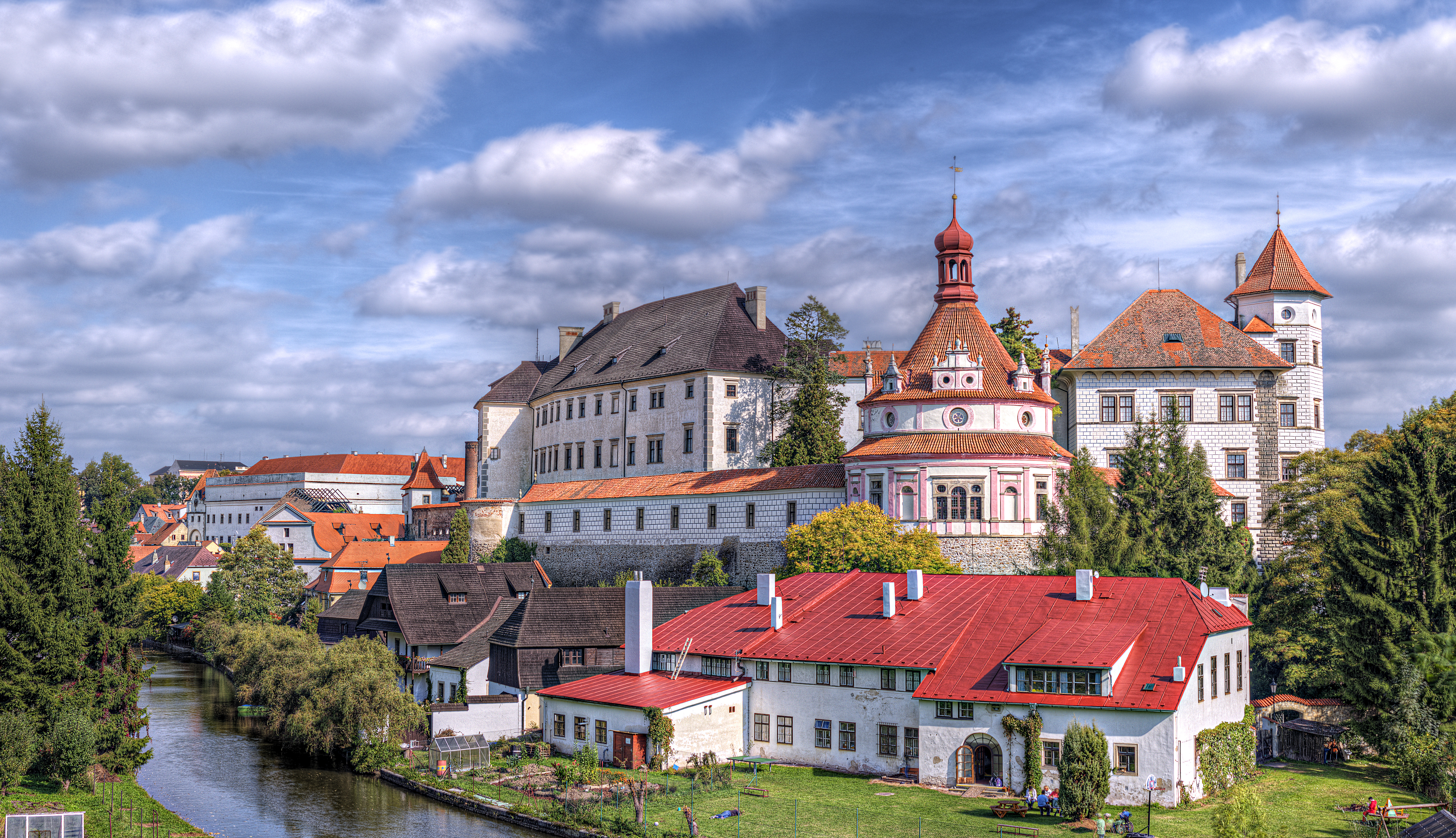
Zámek v Jindřichově Hradci – hlavní sídlo rodu

Narodil se jako syn Jindřicha IV. z Hradce a jeho manželky Anny Kateřiny Minstrberské.
Správy rodových panství s ústředím v Jindřichově Hradci se ujal na přelomu let 1511 a 1512. O jedenáct roků později (3. března 1523) ho český král Ludvík Jagellonský jmenoval nejvyšším kancléřem Českého království. Po Ludvíkově tragické smrti v roce 1526 patřil k rozhodujícím stoupencům kandidatury Ferdinanda I. Habsburského na uprázdněný český královský trůn. Při jeho slavnostní korunovaci nesl hradecký velmož říšské jablko a brzy se stal jedním z kmotrů při křtu Ferdinandova syna Maxmiliána.
I v dalších letech přináležel k významným stoupencům habsburské politiky. Zahájil rozsáhlé renesanční přestavby zámku v Jindřichově Hradci. Z titulu své funkce pomohl i svým příbuzným z rožmberského rodu Vítkovců při zachování celistvosti dominia po smrti Petra IV. z Rožmberka.
Adamova závěť z roku 1529 obsahuje první dosud známou písemnou zmínku o rozdávání "sladké kaše" chudým na jindřichohradeckém zámku o Zeleném čtvrtku.
Adam I. z Hradce podlehl roku 1531 v Praze morové nákaze.

### Manželství a potomstvo
Adam z Hradce byl ženatý s Annou z Rožmitálu (1500–1563), dcerou Zdeňka Lva z Rožmitálu a Kateřiny Švihovské z Rýzmberka, s níž se oženil roku 1515. Z tohoto manželského svazku vzešlo celkem pět dětí, tři dcery a dva synové: 
- Eliška (1524–1585)
- Jáchym (1526–1565), nejvyšší kancléř Českého království, rytíř Zlatého rouna a tajný rada císaře Maxmiliána II.
- Zachariáš (1526/7–1589), hejtman a humanista